# مارك أوين لي
مارك أوين لي (بالإنجليزية: Mark Lee)‏ هو لاعب كرة قاعدة أمريكي، ولد في 20 يوليو 1964 في ويليستون في الولايات المتحدة.

## وصلات خارجية
- مارك أوين لي على موقعبيزبول رفرنس.كوم (الدوري الرئيسي) (الإنجليزية)
- مارك أوين لي على موقعبيزبول رفرنس.كوم (الدوري الثانوي) (الإنجليزية)